# Polydor Records
Polydor Records – założona w 1924 wytwórnia płytowa z siedzibą w Wielkiej Brytanii, część Universal Music Group. Wydawała m.in. płyty Jimiego Hendrixa i Take That.